# 나폴레옹 1세의 대관식
《나폴레옹 1세의 대관식》(Le Sacre de Napoléon)은 자크루이 다비드가 1805년부터 1807년까지 제작한 그림이다. 루브르 박물관 소장. 나폴레옹 보나파르트은 제정(帝政)의 영광을 기념하기 위하여 네 개의 초대작(超大作)을 명했는데, 다비드는 《생 드 마르스에서의 군기 수여식》과 이 《대관식》을 완성시켰다. 의식은 1804년 12월에 파리의 노트르담 대성당에서 거행되었고, 로마에서 교황 비오 7세가 초청되었다. 황제는 월계관을 쓰고 앞으로 나와서 꿇어 앉은 황후 조제핀 드 보아르네에게 바야흐로 왕관을 주고 있다. 가운데 깊숙이 들어간 높은 곳에는 황제의 모친이 그려져 있고, 한 단 낮게 장군과 고관들이 줄지어 있는데 좌우에 줄지은 수많은 인물도 정확한 초상으로서 그려져 있다.

## 참고 문헌
- 이 문서에는 다음커뮤니케이션(현 카카오)에서 GFDL 또는 CC-SA 라이선스로 배포한 글로벌 세계대백과사전의 내용을 기초로 작성된 글이 포함되어 있습니다.